# Station Roscoff
Station Roscoff is een spoorwegstation in de Franse gemeente Roscoff en was de terminus van de lijn Morlaix-Roscoff in het departement Finistère in de provincie Bretagne.
Het station werd in 1883 in gebruik genomen door de Compagnie des chemins de fer de l'Ouest, maar is nu een station van de SNCF (Société nationale des chemins de fer français). Sinds een aardverschuiving op 3 juni 2018,  veroorzaakt door een onweersbui, is het baanvak zwaar beschadigd en is er geen treinverkeer meer mogelijk. Het station is gesloten en of de schade aan de baan zal worden hersteld en het station weer wordt geopend is uiterst onzeker. Vanaf 2 januari 2019 wordt er, niet door de SNCF, een vervangende beperkte busdienst naar Morlaix gereden.   